# Rechebiasz
Rechebiasz – jedyny syn Eliezera, wnuk Mojżesza i Sefory. Miał syna Izajasza.